# Sebastes koreanus
Sebastes koreanus és una espècie de peix pertanyent a la família dels sebàstids i a l'ordre dels escorpeniformes.

## Hàbitat i distribució geogràfica
És un peix marí, demersal (entre 2 i 30 m de fondària) i de clima subtropical, el qual viu a la mar Groga: Corea del Sud.

## Observacions
És inofensiu per als humans, el seu índex de vulnerabilitat és d'alt a molt alt (66 of 100) i la seua principal amenaça és la contaminació causada pels abocaments industrials i petroliers.